# Венжикі
Венжикі (пол. Wężyki) — село в Польщі, у гміні Рибно Сохачевського повіту Мазовецького воєводства.
Населення — 268 осіб (2011).
У 1975-1998 роках село належало до Скерневицького воєводства.

## Демографія
Демографічна структура станом на 31 березня 2011 року:
|          | Загалом | Допрацездатний вік | Працездатний вік | Постпрацездатний вік |
| -------- | ------- | ------------------ | ---------------- | -------------------- |
| Чоловіки | 130     | 23                 | 92               | 15                   |
| Жінки    | 138     | 36                 | 77               | 25                   |
| Разом    | 268     | 59                 | 169              | 40                   |